# Johann Michael Felmer
Johann Michael Felmer magyaros névalakban Felmer János Mihály (? – 1817. március 30.) erdélyi evangélikus lelkész.

## Élete
Martin Felmer nagyszebeni lelkész fia volt. Az erlangeni, majd 1783-ban a lipcsei egyetemen tanult, azután szebeni prédikátor, 1792. augusztus 30-ától pedig szenterzsébeti (Hammersdorf) lelkész lett.

## Munkái
Kézirati munkája: Inscriptiones Monumentorum in Templo Cibiniensi Parochiali 1781.